# Flughafen Kerry

i7
i11
i13
Der Kerry Airport (irisch Aerfort Chiarraí, IATA-Code: KIR, ICAO-Code: EIKY) ist ein kleiner internationaler Verkehrsflughafen im Südwesten Irlands.

## Geschichte, Lage und Verkehrsanbindung
Die Flughafengesellschaft wurde 1968 gegründet und der Flughafen öffnete 1969 mit einer Landebahn von etwa 1000 Metern. Er liegt 15 km südlich von Tralee, der Hauptstadt der Grafschaft Kerry, und 17 km nördlich von Killarney bei Farranfore. Er befindet sich unweit des Killarney-Nationalparks und der Westküste Irlands mit dem Ring of Kerry.
Für die Passagiere gibt es Busverbindungen nach Tralee und Killarney mit Anschluss an das nationale Busnetz von Bus Éireann. Der Flughafen verfügt über mehrere Autovermietungen und über einen Taxistandplatz. Der Bahnhof Farranfore der Bahnstrecke Tralee–Mallow ist ca. 2 km vom Flughafen entfernt und leicht mit dem Taxi oder zu Fuß über den im Jahr 2007 neu angelegten Fußweg entlang der Straße nach Farranfore erreichbar.

## Fluggesellschaften und Ziele
Linienflüge zum Kerry Airport werden im Jahr 2025 von Ryanair aus Dublin, London-Luton, London-Stansted, Manchester, Frankfurt-Hahn und Faro  sowie saisonal auch aus Alicante angeboten. Die französische Regionalfluggesellschaft Chalair Aviation verbindet Kerry wöchentlich mit Caen, Brest, Pau und Brive.
Stobart Air verband in der Vergangenheit unter der Marke Aer Lingus Regional Kerry zudem mehrmals täglich mit der Hauptstadt Dublin.